# 渡邊良雄
渡邊 良雄（わたなべ よしお、1964年12月10日 - ）は、日本の演出家。

## 人物・来歴
茨城県古河市出身。早稲田大学法学部卒。
1989年4月にNHK入局。

### ドラマキャリア
- 九州劇場
- FMシアター「委細面談」
- ドラマ新銀河「帰ってきちゃった」
- ドラマ新銀河「欅通りの人々」
- 土曜ドラマ「否認」
- ドラマ新銀河「赤ちゃんが来た」
- ドラマ新銀河「魚河岸のプリンセス」
- 金曜時代劇「とおりゃんせ」
- 水曜シリーズドラマ「暴力教師」・・などの作品に関わる

### 作品一覧
1997年
- 大河ドラマ「毛利元就」
- 新銀河「コラ！なんばしよっと3」

1998年
- 新銀河「素敵に女ざかり2」
- ドラマ館「35才・夢の途中」

1999年
- ドラマ館「結婚ラプソディ 結婚狂騒曲」
- 朝ドラ「すずらん」

2000年
- ドラマの花束「昨日の敵は今日の友」
- ドラマ家族模様「晴れ着ここ一番」

2001年
- 大河ドラマ「北条時宗」

2002年
- よる★ドラ「恋セヨ乙女」
- よる★ドラ「ロッカーのハナコさん」

2003年
- 土曜ドラマ「われ、晩節を汚さず」
- ドラマ愛の詩「パパ・トールド★ミー」
- FMシアター「喜劇が生まれた日」

2004年〜2005年
- 朝ドラ「わかば」

2006年
- 金曜時代劇「出雲の阿国」
- 土曜ドラマ「人間交差点」

2007年
- 朝ドラ「どんど晴れ」

2008年
- 大河ドラマ「篤姫」

2009年
- 「風に舞いあがるビニールシート」

2010年
- 朝ドラ「ゲゲゲの女房」

2011年
- ドラマ10「胡桃の部屋」

2012年
- よるドラ「眠れる森の熟女」

2013年
- ドラマ10「ガラスの家」

2015年
- 大河ドラマ「花燃ゆ」

2016年
- 土ドラ「スニッファー〜嗅覚捜査官」

2018年 - 2019年 (17.6〜BK制作部ドラマ)
- 朝ドラ「まんぷく」

2019年
- よるドラ「だから私は推しました」

2020年
- 青春アド「阪堺電車177号の追憶」
- よるドラ「閻魔堂沙羅の推理奇譚」

2022年
- 特集ドラマ「旅屋おかえり」

2023年
- 特集ドラマ「旅屋おかえり」
- 朝ドラ「らんまん」

2026年
- 大河ドラマ「豊臣兄弟!」[1]